# 白色荒野
《白色荒野》（英語：White Wilderness）是一部1958年美国自然纪录片，由华特迪士尼影片制作，是其《真实生活冒险》系列的一部分，因传播旅鼠集体自杀的谣言而闻名。
该片由詹姆斯·阿尔格执导，温斯顿·希伯勒担任旁白。该片在加拿大拍摄，历时三年，获奥斯卡最佳纪录片奖。

## 评价
上映后，它获得了《纽约时报》《洛杉磯時報》《综艺》等的大量好评，并获奥斯卡最佳纪录片奖。
影片中描绘了旅鼠大规模迁徙并跳入北冰洋的场景。1982年加拿大廣播公司電視节目《Fifth Estate》中，主持人鲍勃·麦基翁发现，旅鼠的场景是在卡尔加里市中心附近的弓河拍摄的，而不是影片暗示的北冰洋。而且，麦基翁采访了一位专家，称影片中出现的旅鼠并不会迁徙，更不用说集体自杀了。